# Nikolai Michailowitsch Tichomirow
Nikolai Michailowitsch Tichomirow (russisch Николай Михайлович Тихомиров; * 18. Junijul. / 30. Juni 1857greg. in Wjatka; † 11. Oktoberjul. / 24. Oktober 1900greg. in Nowonikolajewsk) war ein russischer Verkehrsingenieur.

## Leben
Tichomirows Vater war Beamter im Ruhestand und starb früh. Die Mutter Raissa Pawlowna Tichomirowa aus der altadligen Familie Filimonow konnte allen ihren sieben Kindern eine Ausbildung verschaffen. Tichomirow als sechstes Kind studierte in St. Petersburg am Nikolaus-I.-Verkehrsinstitut mit Abschluss 1885 als Bauingenieur mit dem Recht, Bauten auszuführen oder als Kollegiensekretär (10. Rangklasse) in den Staatsdienst zu treten. Er ging darauf als Streckenchef-Assistent zur Baltischen Eisenbahn-Gesellschaft. Dann arbeitete er bei der Prospektion und dem Bau der Teilstrecke Ufa-Slatoust der Samara-Ufa-Eisenbahn mit.
Im November 1890 wechselte Tichomirow zur Orenburg-Eisenbahn-Gesellschaft. Ab dem Frühjahr 1893 war er am Bau der Sibirischen Eisenbahn beteiligt. Im März 1893 ernannte ihn das Verkehrsministerium zum Streckenchef 1. Klasse. Er leitete den Bau der Eisenbahnbrücke über den Ischim bei Petropawlowsk.

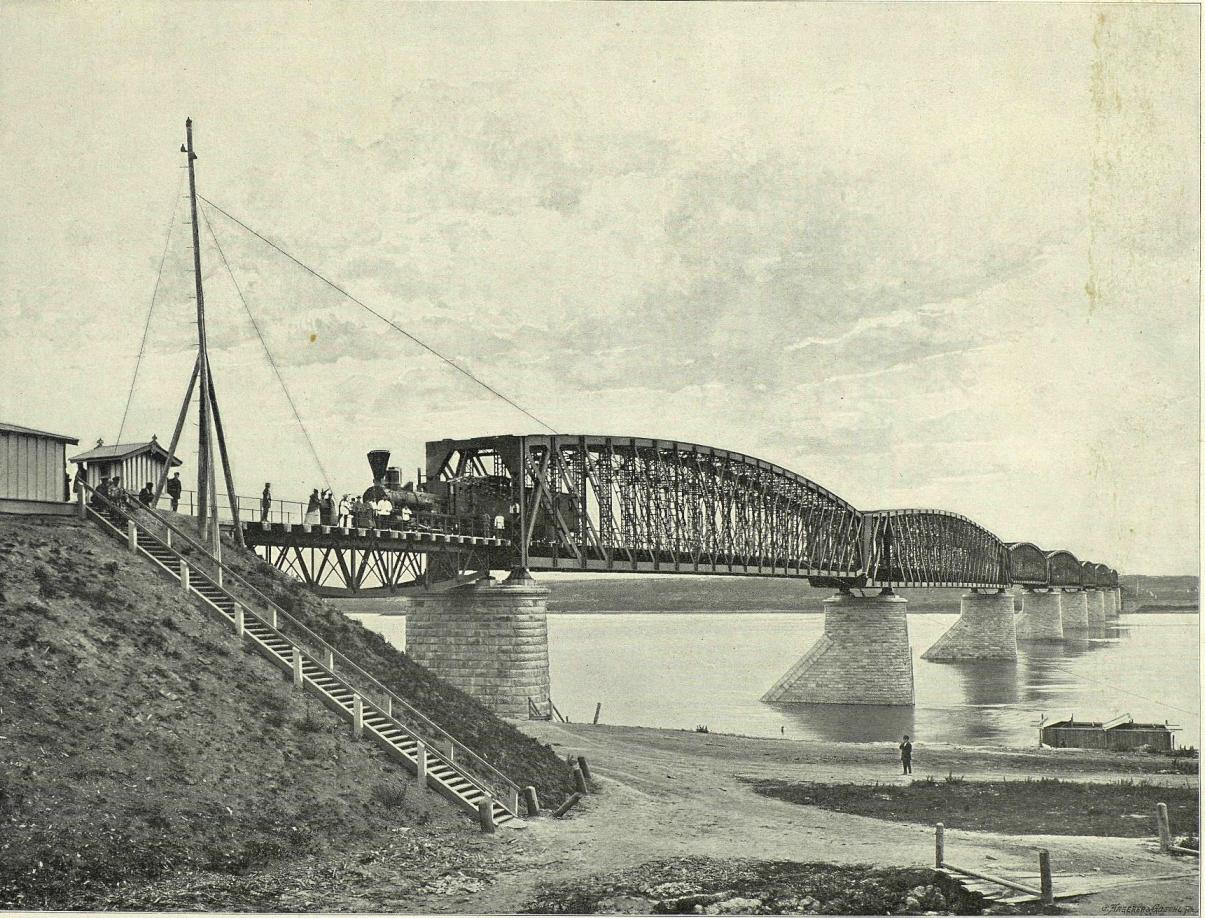
Nowonikolajewsk-Brücke (1899)

Als Nachfolger Grigori Budagows leitete Tichomirow als Chefingenieur ab 1895 den Bau der von Nikolai Belelubsky projektierten Eisenbahnbrücke bei Nowonikolajewsk über den Ob mit dem Bau des letzten Brückenfelds bis zur Fertigstellung und Eröffnung 1897.
Als Tichomirow zum Wartungschef der neunten Teilstrecke Kargat-Kriwoschtschokowo der Tomsker Eisenbahn ernannt wurde, ließ er sich 1896 mit seiner Familie in der Siedlung Nowonikolajewsk nieder, die seit 1926 die Großstadt Nowosibirsk ist. Er wirkte an der allgemeinen Volkszählung 1897 mit, wofür er eine Bronzemedaille erhielt. Er beteiligte sich an der Gründung der ersten Freiwilligen Feuerwehr in Nowonikolajewsk, deren Ehrenmitglied er im Dezember 1899 wurde. Er leitete die Arbeiten für den Bau der Alexander-Newski-Kathedrale, die 1899 geweiht wurde.
Tichomirow war mit der 15 Jahre jüngeren Bauerntochter Marija Ananjewna verheiratet und hatte drei Kinder.
Tichomirow starb am 24. Oktober 1900 in Nowonikolajewsk nach einem Schlaganfall und wurde an der Alexander-Newski-Kathedrale begraben. 1971 wurde er nach Entdeckung seines früher zerstörten Grabes auf den Sajelzowskoje-Friedhof umgebettet.
Der Filmregisseur Wjatscheslaw Tichonow widmete Tichomirow den kurzen Film Most (Die Brücke, 1988). Am 4. November 2006 wurde auf Tichomirows Grab ein Gedenkstein aufgestellt. Am 17. November 2010 wurde eine Tichomirow-Gedenkstätte aufgebaut. 2021 begann der Bau des Wohnkomplexes Tichomirow.

## Ehrungen, Preise
- Sankt-Stanislaus-Orden III. Klasse[3]
- Orden des Heiligen Wladimir IV. Klasse
- Russischer Orden der Heiligen Anna III. Klasse